# Divinity: Original Sin II
Divinity: Original Sin II è un videogioco di ruolo sviluppato dalla Larian Studios, pubblicato il 14 settembre 2017 per Microsoft Windows. È il seguito di Divinity: Original Sin, uscito nel 2014. Il gioco ha ricevuto recensioni molto positive, con molti critici che hanno lodato la grande libertà data al giocatore, la qualità della scrittura e l'enorme interattività col mondo di gioco, definendolo come uno dei migliori videogiochi di ruolo di sempre. È stato tra i titoli più venduti su Steam nel 2017. Il 5 marzo 2018 Bandai Namco in collaborazione con Larian Studios, ha annunciato l'arrivo del gioco anche sulle piattaforme Xbox One e Playstation 4 nel mese di agosto 2018 nella versione Definitive Edition.
Originariamente non disponibile in lingua italiana, la traduzione amatoriale creata dal team TIGER è stata pubblicata in via ufficiale il 15 febbraio 2019 su tutte le piattaforme.

## Trama
Il gioco è ambientato nel mondo di Rivellon, mille anni dopo gli eventi del precedente capitolo. Gli esseri viventi presenti in questo mondo posseggono una forma di energia nota come Sorgente e alcuni individui, chiamati Origomanti, possono manipolarla per creare incantesimi e migliorare le proprie abilità di combattimento. Le sette divinità di Rivellon hanno donato parte della loro Sorgente a un uomo, Lucian, considerato dai mortali una creatura divina, il cui ruolo è quello di proteggere Rivellon dal Vuoto, un terrificante mondo governato dal Dio Re. In qualche modo Lucian muore poco prima dell'inizio del gioco lasciando aperta una frattura nel Vuoto, permettendo a creature provenienti da quel mondo, chiamate Risvegliati del Vuoto, di attaccare Rivellon e i suoi abitanti. 
Poiché i Risvegliati del Vuoto sono attratti dall'uso della Sorgente, i Magistri, membri di un'organizzazione religiosa chiamata Ordine Divino, perseguitano gli Ogrimanti; il protagonista, che è appunto un Ogrimante, inizia il suo viaggio su una nave-prigione diretta all'isola di Forte Gioia, dove gli Ogrimanti vengono rinchiusi; una volta evaso dalla fortezza, il protagonista apprende di essere un Eletto, ovvero un mortale che può succedere al defunto Lucian come divinità, chiudere la frattura nel Vuoto e salvare l'intera popolazione di Rivellon; i suoi piani vengono però ostacolati dai Magistri, guidati dalla fanatica Dallis, dai Risvegliati del Vuoto e dai membri dell'Anello Nero, al servizio del Dio Re.

## Modalità di gioco
Come per il precedente capitolo Divinity: Original Sin, la modalità di gioco è GDR a turni con visuale isometrica dove è possibile giocare da soli oppure assieme ad altri 3 compagni formando un party. i compagni che possono essere arruolati hanno una loro biografia propria con cui viene aperta una quest appena entrano nel proprio party. Il giocatore ha la completa disponibilità di scegliere uno di questi personaggi o crearne uno proprio da zero potendo scegliere tra cinque razze (Umani, Elfi, Nani, Lucertole, Non-Morti), e personalizzando la carnagione della pelle, capelli, barba, viso, statistiche, classe, abilità, e tratti. I compagni presenti nel party possono essere controllati dal giocatore e separati dal party e hanno diverse interazioni in base all'ambiente che li circonda e agli NPC che incontrano. I compagni possono abbandonare definitivamente il party se si crea una rivalità con il giocatore, e possono anche attaccare e uccidere il giocatore stesso se egli impedisce loro di compiere alcune loro scelte. Il gioco presenta diversi finali attivabili in base alle scelte che il giocatore ha fatto in precedenza ed è possibile che i quattro compagni combattano a vicenda per aggiudicarsi chi deve diventare la nuova Divinità.
Presente anche una modalità multigiocatore tra cui Co-Op, PvP e una modalità chiamata Gamemaster che ricorda i giochi di ruolo da tavola, permettendo a un singolo giocatore (il Master) di creare e controllare un mondo di gioco, mentre altri giocatori si cimentano nella campagna creata dal Master.

## Tecnica
Divinity: Original Sin 2 utilizza un motore grafico del tutto inedito rispetto al precedente capitolo: il Divinity Engine 3.0. Divinity Engine 3.0 non solo permette al gioco di avere una grafica e un livello di dettagli estremamente alto per un GDR isometrico, ma permette anche l'utilizzo delle ultime tecnologie in campo CGI come il motion capture, l'ambient occlusion, il parallax mapping, SSAO, Bloom, rendering basato su fisica, e nuovi effetti di illuminazione, quest'ultimi due assenti nel Divinity Engine 2.0 su cui è basato il precedente capitolo. Assieme al gioco è uscito anche un editor chiamato The Divinity Engine 2 che permette ai giocatori di creare mods, nuovi livelli e mappe, e nuove campagne gamemasters.

## Sviluppo
Lo sviluppo del gioco è incominciato da un annuncio da parte di Larian Studios il 12 agosto 2015, dove è stato annunciato che sarà finanziato con una campagna Kickstarter. In meno di 12 ore la campagna ha raggiunto il suo obbiettivo di 500'000 $, dove in seguito al raggiungimento di altri obbiettivi gli sviluppatori hanno ricevuto un totale di oltre 2'000'000 $. Larian ha spiegato il motivo per cui ha voluto finanziare il gioco con una campagna di crowdfunding perché vuole le opinioni della community durante lo sviluppo del gioco. Il gioco arrivò in versione Early Access su Steam il 15 settembre 2016, con l'uscita definitiva verso il 14 settembre 2017. Durante il mese di marzo Bandai Namco assieme a Larian Studios, annunciano l'arrivo del gioco anche su piattaforma console. La colonna sonora del gioco è stata composta dal compositore bulgaro Borislav Slavov in seguito alla scomparsa di Kirill Pokrovsky, deceduto nel 2015.